# Chrysomya villeneuvi
Chrysomya villeneuvi är en tvåvingeart som beskrevs av William Hampton Patton 1922. Chrysomya villeneuvi ingår i släktet Chrysomya och familjen spyflugor. Inga underarter finns listade i Catalogue of Life.